# Liam Farley
William "Liam" Farley (Chicago, Illinois, 20 de septiembre de 1994) es un exjugador de baloncesto estadounidense. Con 1,96 metros jugaba en la posición de alero.

## Trayectoria deportiva
Es un jugador exterior formado durante cuatro temporadas en Bowdoin Polar Bears. Tras no ser drafteado en 2018, en octubre de 2018 firmaría por los Windy City Bulls, equipo de la NBA Development League, afiliado a los Chicago Bulls de la NBA, pero fue despedido antes de debutar con el equipo.
En junio de 2019, firma por el Pallacanestro Virtus Roma de la Lega Basket Serie A, con el que jugaría cuatro partidos durante la temporada 2019-20.
El 9 de agosto de 2020, vuelve a firmar un contrato con el Pallacanestro Virtus Roma de la Lega Basket Serie A, la máxima categoría del baloncesto italiano, pero acabó abandonando el equipo.